# Catch-22
Catch-22, tradus câteodată Clenciul 22, este un roman satiră scris de Joseph Heller și publicat în 11 noiembrie 1961.

### Titlu
Titlul face referire la o stipulație birocratică fictive care reprezintă forme de raționament ilogic și imoral. Primul capitol fusese publicat în New World Writing drept Catch-18 în anul 1955, dar agentul lui Heller, Candida Donadio, a cerut ca titlul să fie schimbat, astfel evitând confuzia cu un alt roman de război, Mila 18 de Leon Uris